# Justo Giani
Justo Giani (Quilmes, 7 aprile 1999) è un calciatore argentino, attaccante dell'Aldosivi.

## Caratteristiche tecniche
È una seconda punta.

## Carriera
Cresciuto nel settore giovanile del Quilmes, debutta in prima squadra l'11 novembre 2017 nel match di Primera B Nacional pareggiato 1-1 contro il Nueva Chicago; il 9 dicembre 2018 realizza la sua prima rete nel pareggio esterno per 1-1 contro l'Instituto (C).
Il 22 febbraio 2021 viene acquistato a titolo definitivo dal Newell's Old Boys.

## Statistiche

### Presenze e reti nei club
Statistiche aggiornate al 21 luglio 2025.
| Stagione                 | Squadra                  | Campionato               | Campionato | Campionato | Coppe nazionali | Coppe nazionali | Coppe nazionali | Coppe continentali | Coppe continentali | Coppe continentali | Altre coppe | Altre coppe | Altre coppe | Totale | Totale |
| Stagione                 | Squadra                  | Comp                     | Pres       | Reti       | Comp            | Pres            | Reti            | Comp               | Pres               | Reti               | Comp        | Pres        | Reti        | Pres   | Reti   |
| ------------------------ | ------------------------ | ------------------------ | ---------- | ---------- | --------------- | --------------- | --------------- | ------------------ | ------------------ | ------------------ | ----------- | ----------- | ----------- | ------ | ------ |
| 2017-2018                | Quilmes                  | PBN                      | 4          | 0          | CA              | 0               | 0               | -                  | -                  | -                  | -           | -           | -           | 4      | 0      |
| 2018-2019                | Quilmes                  | PBN                      | 9          | 1          | CA              | 0               | 0               | -                  | -                  | -                  | -           | -           | -           | 9      | 1      |
| 2019-2020                | Quilmes                  | PBN                      | 10         | 2          | CA              | 0               | 0               | -                  | -                  | -                  | -           | -           | -           | 10     | 2      |
| 2020                     | Quilmes                  | PBN                      | 9          | 1          | CA              | 0               | 0               | -                  | -                  | -                  | -           | -           | -           | 9      | 1      |
| Totale Quilmes           | Totale Quilmes           | Totale Quilmes           | 32         | 4          |                 | 0               | 0               |                    | -                  | -                  |             | -           | -           | 32     | 4      |
| 2021                     | Newell's Old Boys        | PD                       | 18         | 1          | CA+CdL          | 0+5             | 0               | CL                 | 5                  | 1                  | -           | -           | -           | 28     | 2      |
| 2022                     | Newell's Old Boys        | PD                       | 0          | 0          | CA+CdL          | 0+8             | 0               | -                  | -                  | -                  | -           | -           | -           | 8      | 0      |
| 2022                     | Patronato                | PD                       | 20         | 1          | CA+CdL          | 4+0             | 0               | -                  | -                  | -                  | -           | -           | -           | 24     | 1      |
| 2023                     | Newell's Old Boys        | PD                       | 5          | 0          | CA+CdL          | 1+0             | 0               | CS                 | 2                  | 0                  | -           | -           | -           | 8      | 0      |
| Totale Newell's Old Boys | Totale Newell's Old Boys | Totale Newell's Old Boys | 23         | 1          |                 | 14              | 0               |                    | 7                  | 1                  |             | -           | -           | 44     | 2      |
| 2023                     | Atl. Tucumán             | PD                       | -          | -          | CA+CdL          | 0+12            | 0               | -                  | -                  | -                  | -           | -           | -           | 12     | 0      |
| 2024                     | Atl. Tucumán             | PD                       | 13         | 0          | CA+CdL          | 2+13            | 0+1             | -                  | -                  | -                  | -           | -           | -           | 28     | 1      |
| Totale Atl. Tucumán      | Totale Atl. Tucumán      | Totale Atl. Tucumán      | 13         | 0          |                 | 27              | 1               |                    | -                  | -                  |             | -           | -           | 40     | 1      |
| 2025                     | Aldosivi                 | PD                       | 15         | 2          | CA              | 2               | 1               | -                  | -                  | -                  | -           | -           | -           | 17     | 3      |
| Totale carriera          | Totale carriera          | Totale carriera          | 103        | 8          |                 | 47              | 2               |                    | 7                  | 1                  |             | -           | -           | 157    | 11     |

## Palmarès

### Club

#### Competizioni nazionali
- Copa Argentina: 1

Patronato: 2022